# Лижні перегони на зимових Олімпійських іграх 2022 — кваліфікація
У змаганнях з лижних перегонів на зимових Олімпійських іграх 2022 року зможуть взяти участь 296 спортсменів, які змагатимуться у дванадцяти дисциплінах. Кожну країну можуть представляти не більш як 8 чоловіків і 8 жінок, а загальна кількість спортсменів від однієї країни не може перевищувати 16 осіб. В одній дисципліні від країни можуть виступити не більш як 4 особи.

## Правила кваліфікації
Кваліфікаційний період
У залік спортсменам йдуть результати, показані на будь-яких змаганнях, що відбуваються під егідою FIS.
| Змагання               | Період                        |
| ---------------------- | ----------------------------- |
| Кваліфікаційний період | 16 січня 2021 - 16 січня 2022 |

Кваліфікаційні критерії
Кваліфікаційний критерій A
Під кваліфікаційний критерій A потрапляють спортсмени, що мають у рейтингу FIS менш як 100 балів. Вони мають право на участь як у дистанційних, так і в спринтерських перегонах.
Кваліфікаційний критерій B
Спортсмени, що не пройшли за критерієм A, можуть потрапити на Ігри виконавши критерій B, згідно з яким лижники, що мають менш як 300 балів FIS у дистанційних перегонах, можуть взяти участь у змаганнях на 10 км для жінок або 15 км для чоловіків, а також естафетах. Аналогічно, спортсмени, що мають менш як 300 балів FIS у спринті, можуть взяти участь у спринті і командному спринті.
Участь в естафеті
Спортсмени, що на цих Олімпійських іграх беруть участь у лижному двоборстві або біатлоні, також можуть бути заявлені в естафетах. Для цього вони повинні мати дійсний код FIS і відповідати стандарту «B».
Розподіл квот
Базова квота
Кожен НОК може заявити на Ігри 1 чоловіка та 1 жінку, якщо вони виконали кваліфікаційний критерій, набравши менш як 300 балів FIS у будь-якому особистому змаганні, проведеному на чемпіонаті світу з лижних перегонів 2021 року (враховуючи кваліфікаційні перегони) або на чемпіонаті світу 2021 року до 23 років.
Квота НОК
Кількість спортсменів на НОК та кожну стать визначається відповідно до національного рейтингу FIS з лижних перегонів за 2020—2021 роки.
| Місце у рейтингу        | Квота (спортсменів) |
| ----------------------- | ------------------- |
| 1-5                     | 4                   |
| 6-10                    | 3                   |
| 11-20                   | 2                   |
| 21 - 30 (для чоловіків) | 1                   |
| 21 - 33 (для жінок)     | 1                   |

Місця, що залишилися за квотою
Місця, що залишилися за квотою, загалом до максимальної кількості в 148 місць для чоловіків і для жінок, будуть розподілені між НОК на основі національного рейтингу за 2020—2021 роки. Розподіл буде виконано шляхом призначення одного місця за квотою для кожної країни зверху вниз рейтингу за чотирма раундами розподілу. У ході перерозподілу, як тільки НОК досягне максимальної загальної кількості у вісім (8) місць, він більше не враховуватиметься, і виділене місце переходить наступному відповідному НОК у рейтингу.
Вікові обмеження
Для лижників, які відібралися на Ігри, встановлено мінімально дозволений вік. Не зможуть взяти участь у Іграх спортсмени, що народились після 31 грудня 2006 року.